# Sungai Alai
Sungai Alai is een bestuurslaag in het regentschap Tebo van de provincie Jambi, Indonesië. Sungai Alai telt 2131 inwoners (volkstelling 2010).